# Cars (single)
Cars is een single van de Britse muzikant Gary Numan. Het is zijn debuut-single en ook het eerste lied dat hij schreef na zijn carrière in Tubeway Army. De single is afkomstig van zijn album The Pleasure Principe (1979).
Het is opgenomen met een Polymoog - synthesizer. Naast deze synthesizer worden een basgitaar, tamboerijn en een drumstel gebruikt.

## Bezetting
- Gary Numan: zang, synthesizers en productie
- Paul Gardiner: basgitaar
- Chris Payne: synthesizers
- Cedric Sharpley: drums en tamboerijn